# Акти Неон Кердилион
Акти Неон Кердилион (на гръцки: Ακτή Νέων Κερδυλίων, в превод Бряг на Неа Кердилия) е село в Егейска Македония, Гърция, част от дем Амфиполи, област Централна Македония със 75 жители (2001).

## География
Селото е разположено на брега на Орфанския залив, в източното подножие на Орсовата планина (Кердилия), на 3 km западно от устието на река Струма (залива Чаязи) и Неа Кердилия.